# Manuela Schwesig
Manuela Schwesig, née le 23 mai 1974 à Francfort-sur-l'Oder, est une femme politique allemande, membre du Parti social-démocrate d'Allemagne (SPD). Elle est ministre-présidente de Mecklembourg-Poméranie-Occidentale depuis le 4 juillet 2017.
Née en Allemagne de l'Est, elle étudie les finances publiques et commence sa vie professionnelle au début des années 1990 dans le Brandebourg. Elle est mutée dans le Mecklembourg-Poméranie-Occidentale en 2000. En 2003, elle adhère au SPD. Elle entreprend alors un parcours politique qui la conduit cinq ans plus tard au gouvernement du Land, comme ministre des Affaires sociales.
Elle fait partie en 2009 de l'équipe de campagne de Frank-Walter Steinmeier, candidat social-démocrate à la chancellerie fédérale. À la suite de la formation d'une « grande coalition fédérale » en décembre 2013, elle est nommée ministre fédérale allemande de la Famille. Elle démissionne en juin 2017 et se trouve investie ministre-présidente de Mecklembourg-Poméranie-Occidentale le mois suivant.

## Biographie

### Formation et vie professionnelle
En 1992, Manuela Schwesig passe avec succès son Abitur, à Seelow, en Allemagne. Elle entreprend alors des études à la faculté des finances de Königs Wusterhausen, tout en intégrant le service des impôts de Francfort-sur-l'Oder.
Diplômée en 1995, elle est mutée en 2000 au service des impôts de Schwerin.
Elle est embauchée en mai 2002 au ministère des Finances du Land de Mecklembourg-Poméranie-Occidentale, où devient conseillère sur les questions de promotion et d'organisation de l'administration fiscale régionale.

### Débuts en politique
Elle adhère au SPD en 2003.
Elle se fait élire un an plus tard au du conseil municipal de Schwerin. Elle est alors désignée vice-présidente du groupe social-démocrate, qui compte onze élus sur 47. Elle en prend la présidence en 2007.

### Rapide ascension locale
Le 6 octobre 2008, Manuela Schwesig est nommée à 34 ans ministre des Affaires sociales et de la Santé dans le premier cabinet de grande coalition du nouveau ministre-président social-démocrate de Mecklembourg-Poméranie-Occidentale Erwin Sellering. Ce dernier est alors le précédent titulaire de la fonction.
En fonction, elle se montre favorable à la proposition de la ministre fédérale de la Famille chrétienne-démocrate Ursula von der Leyen, de bloquer les sites Internet diffusant de la pédopornographie.

### Percée fédérale
Elle est choisie le 30 juillet 2009 comme porte-parole pour les affaires sociales et la famille dans l'équipe de campagne (en allemand : Kompetenzteam) de Frank-Walter Steinmeier, candidat du SPD à la chancellerie fédérale aux élections législatives fédérales du 27 septembre suivant.
À la suite de la large défaite du parti, elle est nommée vice-présidente fédérale du parti le 13 novembre, sous la présidence de Sigmar Gabriel, au cours du 34e congrès fédéral, réuni à Dresde. Aux élections législatives régionales du 4 septembre 2011, elle présente sa candidature à un siège au Landtag dans la 8e circonscription, déjà détenue par le SPD. Remportant 46,2 % des suffrages exprimés, elle est élue députée régionale avec seize points d'avance sur le candidat de la CDU.
Elle est désignée le 25 octobre 2011 ministre du Travail, de l'Égalité et des Affaires sociales dans le deuxième cabinet de grande coalition de Sellering. Le 4 décembre suivant, elle est réélue vice-présidente fédérale du SPD.

### Ministre de la Famille sous Angela Merkel
Lors de la campagne pour les élections fédérales du 22 septembre 2013, elle appartient de nouveau à l'équipe du candidat à la chancellerie, cette fois-ci Peer Steinbrück. Nommée le 27 mai 2013, elle est porte-parole pour les femmes, la famille, la reconstruction de l'ex-RDA, la démographie et l'inclusion.
À la suite du scrutin, les résultats obligent à la formation d'une nouvelle grande coalition, sous la direction de la chancelière fédérale chrétienne-démocrate sortante Angela Merkel, assistée du président du Parti social-démocrate Sigmar Gabriel. Le 17 décembre 2013, Manuela Scheswig devient à 39 ans ministre fédérale de la Famille, des Personnes âgées, des Femmes et de la Jeunesse dans le troisième cabinet fédéral de grande coalition de Merkel. Elle abandonne alors toutes ses fonctions dans le Mecklembourg.

### Ministre-présidente de Mecklembourg-Poméranie-Occidentale

#### La successeure d'Erwin Sellering
Le ministre-président et président du SPD régional de Mecklembourg-Poméranie-Occidentale Erwin Sellering annonce le 30 mai 2017 qu'il est atteint d'un cancer lymphatique et qu'il compte renonce en conséquence à l'ensemble de ses fonctions. Schwesig est aussitôt présentée comme sa successeur naturelle. Le président fédéral du parti Martin Schulz annonce d'ailleurs qu'elle sera remplacée au gouvernement fédéral par Katarina Barley, secrétaire générale fédérale du SPD.
Elle est officiellement proposée à la succession de Sellering à l'unanimité des organes dirigeants du SPD du Land lors d'une réunion le 31 mai à Güstrow. Un congrès extraordinaire est convoqué pour le 1er juillet tandis que son investiture par le Landtag est programmée le 5 juillet. Son arrivée au pouvoir est alors soutenue par l'Union chrétienne-démocrate, partenaire de coalition des sociaux-démocrates. Barley la remplace deux jours plus tard au cabinet fédéral.
Elle est élue présidente du Parti social-démocrate de Mecklembourg-Poméranie-Occidentale le 2 juillet suivant par 91 % des voix au cours du congrès extraordinaire de Linstow.

#### Investiture et gouvernement
Le 4 juillet 2017, Manuela Schwesig est investie à 43 ans par le Landtag ministre-présidente de Mecklembourg-Poméranie-Occidentale par 40 voix pour. Elle forme alors son cabinet de grande coalition qui compte huit ministres dont quatre femmes. C'est la première fois depuis Horst Seehofer en 2008 qu'un membre du gouvernement fédéral prend la direction de l'exécutif d'un Land.